# Eduard Bargheer
Eduard Bargheer, né le 25 décembre 1901 dans le quartier de Finkenwerder (de) à Hambourg, et mort le 1er juillet 1979 dans la même ville, est un peintre et graphiste allemand.

## Biographie
Eduard Bargheer est né en 1901 à Finkenwerder.
Il ne commence à peindre professionnellement qu'en 1924 et a sa première exposition à Hambourg en 1926.
Il est mort en 1979 à l'âge de 77 ans.

## Œuvre
- Paysages (île d'Ischia), composition à personnages[4].